# マレーシア・オープン (バドミントン)
マレーシア・オープン（Malaysia Open、マレー語：Terbuka Malaysia）はマレーシアバドミントン協会が主催し、マレーシアで開催されているバドミントンの国際大会。1937年から開催されていて、2012年現在の開催地はクアラルンプール。1942年から1946年まで（第2次世界大戦のため）と1969年から1982年までは開催されなかった。2007年からはBWFスーパーシリーズの大会の一つとなり、マレーシア・スーパーシリーズとも呼ばれる。2023年からは、BWFワールドツアースーパー1000となり、ワールドツアー最高峰の大会の1つとして開催されている。

## 優勝選手
| 年   | 男子シングルス           | 女子シングルス           | 男子ダブルス                                                        | 女子ダブルス                                                | 混合ダブルス                                                |
| ---- | ------------------------ | ------------------------ | ------------------------------------------------------------------- | ----------------------------------------------------------- | ----------------------------------------------------------- |
| 2025 | 石宇奇                   | 安洗塋                   | 金元昊 徐承宰                                                       | 福島由紀 松本麻佑                                           | デチャポル・プアヴァラヌクロー スピサラ・ピュオサンプラン   |
| 2024 | アンダース・アントンセン | 安洗塋                   | 梁偉鏗 王昶                                                         | 劉聖書 譚寧                                                 | 渡辺勇大 東野有紗                                           |
| 2023 | ビクトル・アクセルセン   | 山口茜                   | ファジャル・アルフィアン ムハマド・リアン・アルディアント           | 陳清晨 賈一凡                                               | 鄭思維 黄雅瓊                                               |
| 2022 | ビクトル・アクセルセン   | ラチャノック・インタノン | 保木卓朗 小林優吾                                                   | アプリヤニ・ラハユ シティ・ファディア・シルバ・ラマダンティ | 鄭思維 黄雅瓊                                               |
| 2021 | 中止                     | 中止                     | 中止                                                                | 中止                                                        | 中止                                                        |
| 2020 | 中止                     | 中止                     | 中止                                                                | 中止                                                        | 中止                                                        |
| 2019 | 林丹                     | 戴資穎                   | 李俊慧 劉雨辰                                                       | 陳清晨 賈一凡                                               | 鄭思維 黄雅瓊                                               |
| 2018 | リー・チョンウェイ       | 戴資穎                   | 嘉村健士 園田啓悟                                                   | 髙橋礼華 松友美佐紀                                         | 鄭思維 黄雅瓊                                               |
| 2017 | 林丹                     | 戴資穎                   | マルクス・フェルナルディ・ギデオン ケビン・サンジャヤ・スカムルジョ | 福島由紀 廣田彩花                                           | 鄭思維 陳清晨                                               |
| 2016 | リー・チョンウェイ       | ラチャノック・インタノン | 金基正 金沙朗                                                       | 于洋 唐淵渟                                                 | タトウィ・アーマド リリアナ・ナトシール                     |
| 2015 | 諶龍                     | カロリナ・マリン         | モハマド・アッサン ヘンドラ・セティアワン                           | 駱贏 駱羽                                                   | 張楠 趙芸蕾                                                 |
| 2014 | リー・チョンウェイ       | 李雪芮                   | ゴー・V・シェム リム・キムワー                                      | 包宜鑫 湯金華                                               | 徐晨 馬晋                                                   |
| 2013 | リー・チョンウェイ       | 戴資穎                   | ヘンドラ・セティアワン ムハマド・アッサン                           | 包宜鑫 田卿                                                 | ヨアシム・フィッシャー・ニールセン クリスティナ・ペデルセン |
| 2012 | リー・チョンウェイ       | 王儀涵                   | 方介民 李勝木                                                       | クリスティーナ・ペデルセン カミラ・リターユール             | 張楠 趙芸蕾                                                 |
| 2011 | リー・チョンウェイ       | 王適嫻                   | 柴颷 郭振東                                                         | 田卿 趙芸蕾                                                 | 何漢斌 馬晋                                                 |
| 2010 | リー・チョンウェイ       | 汪鑫                     | クー・キンキット タン・ブンホン                                     | 杜婧 于洋                                                   | 陶嘉明 張亜雯                                               |
| 2009 | リー・チョンウェイ       | ティナ・ラスムセン       | 李龍大 鄭在成                                                       | 李孝貞 李敬元                                               | ノバ・ウィディアント リリヤナ・ナトシール                   |
| 2008 | リー・チョンウェイ       | ティナ・ラスムセン       | マルキス・キド ヘンドラ・セティアワン                               | 楊維 張潔雯                                                 | 何漢斌 于洋                                                 |
| 2007 | ピーター・ゲード         | 朱琳                     | クー・キンキット タン・ブンホン                                     | 高崚 黄穂                                                   | 鄭波 高崚                                                   |
| 2006 | リー・チョンウェイ       | 張寧                     | チャン・チョンミン クー・キンキット                                 | 高崚 黄穂                                                   | 張軍 高崚                                                   |
| 2005 | リー・チョンウェイ       | 張寧                     | チャンドラ・ウィジャヤ シギット・ブディアルト                       | 楊維 張潔雯                                                 | 李在珍 李孝貞                                               |
| 2004 | リー・チョンウェイ       | 張寧                     | チューン・タンフック リー・ワンワー                                 | 楊維 張潔雯                                                 | 張軍 高崚                                                   |
| 2003 | 陳宏                     | 周蜜                     | 金東文 李東秀                                                       | 楊維 張潔雯                                                 | 金東文 羅景民                                               |
| 2002 | ジェームズ・チュア       | 胡婷                     | 陳其遒 劉永                                                         | 黄楠雁 楊維                                                 | ネイサン・ロバートソン ゲイル・エムズ                       |
| 2001 | オン・エウェホック       | 龔睿那                   | シギット・ブディアルト チャンドラ・ウィジャヤ                       | 黄楠雁 楊維                                                 | バンバン・スプリアント エマ・エルマワティ                   |
| 2000 | タウフィック・ヒダヤット | 龔智超                   | 李東秀 柳鏞成                                                       | 葛菲 顧俊                                                   | トリ・クシャルジャント ミナルティ・ティムール               |